# Damernas åtta med styrman i rodd vid olympiska sommarspelen 2008
Damernas åtta med styrman i rodd vid olympiska sommarspelen 2008 avgjordes mellan den 11 och 17 augusti 2008.

## Medaljörer
| Gren             | Guld | Silver | Brons |
| Åtta med styrman | USA Erin Cafaro Lindsay Shoop Anna Goodale Elle Logan Anna Cummins Susan Francia Caroline Lind Caryn Davies styrman: Mary Whipple | Nederländerna Femke Dekker Marlies Smulders Nienke Kingma Roline Repelaer van Driel Annemarieke van Rumpt Helen Tanger Sarah Siegelaar Annemiek de Haan styrman: Ester Workel | Rumänien Constanța Burcică Viorica Susanu Rodica Șerban Enikő Barabás Simona Mușat Ioana Papuc Georgeta Andrunache Doina Ignat styrman: Elena Georgescu |

## Resultat

### Heat

#### Heat 1
| Placering | Roddare                                                                                          | Land           | Tid     | Noteringar |
| --------- | ------------------------------------------------------------------------------------------------ | -------------- | ------- | ---------- |
| 1         | Cafaro, Shoop, Goodale, Logan, Cummins, Francia, Lind, Davies, Whipple                           | USA            | 6:06,53 | FA         |
| 2         | Ashford, Rodford, Page, Howard, Eddie, Winckless, Knowles, Greves, O'Connor                      | Storbritannien | 6:08,68 | R          |
| 3         | Mandoli, Morin, Bonikowsky, Brzozowicz, Stefancic, Williams, Marquardt, Rumball, Thompson-Willie | Kanada         | 6:12,68 | R          |
| 4         | Hennings, Reinert, Wengert, Schmutzler, Wech, Derlien, Zimmermann, Hipler, Ruppel                | Tyskland       | 6:14,42 | R          |

#### Heat 2
| Placering | Roddare                                                                                     | Land          | Tid     | Noteringar |
| --------- | ------------------------------------------------------------------------------------------- | ------------- | ------- | ---------- |
| 1         | Burcică, Susanu, Șerban, Barabas, Mușat, Papuc, Andrunache, Ignat, Georgescu                | Rumänien      | 6:05,77 | FA         |
| 2         | Dekker, Smulders, Kingma, Repelaer van Driel, van Rumpt, Tanger, Siegelaar, de Haan, Workel | Nederländerna | 6:07,41 | R          |
| 3         | Frasca, Pratley, Kehoe, Bale, Kell, Hornsey, Tait, Heard, Patrick                           | Australien    | 6:07,93 | R          |

### Återkval
Qualification Rules: 1-4 →
FA
| Rank | Rowers                                                                                           | Country        | Time    | Notes |
| ---- | ------------------------------------------------------------------------------------------------ | -------------- | ------- | ----- |
| 1    | Mandoli, Morin, Bonikowsky, Brzozowicz, Stefancic, Williams, Marquardt, Rumball, Thompson-Willie | Kanada         | 6:10,50 | FA    |
| 2    | Dekker, Smulders, Kingma, Repelaer van Driel, van Rumpt, Tanger, Siegelaar, de Haan, Workel      | Nederländerna  | 6:11,58 | FA    |
| 3    | Ashford, Rodford, Page, Howard, Eddie, Winckless, Knowles, Greves, O'Connor                      | Storbritannien | 6:12,10 | FA    |
| 4    | Frasca, Pratley, Kehoe, Bale, Kell, Hornsey, Tait, Heard, Patrick                                | Australien     | 6:12,52 | FA    |
| 5    | Hennings, Reinert, Wengert, Schmutzler, Wech, Derlien, Zimmermann, Hipler, Ruppel                | Tyskland       | 6:14,45 |       |

### Final A
| Placering | Roddare                                                                                               | Land           | Tid     | Noteringar |
| --------- | --- | -------------- | ------- | ---------- |
|           | Cafaro, Shoop, Goodale, Logan, Cummins, Francia, Lind, Davies, Whipple                                | USA            | 6:05,34 |            |
|           | Dekker, Smulders, Kingma, Repelaer van Driel, van Rumpt, Tanger, Siegelaar, de Haan, Workel           | Nederländerna  | 6:07,22 |            |
|           | Burcică, Susanu, Șerban, Barabás, Mușat, Papuc, Andrunache, Ignat, Georgescu                          | Rumänien       | 6:07,25 |            |
| 4         | Mandoli, Morin, Bonikowsky, Brzozowicz, Stefancic, Williams, Marquardt, Rumball, Thompson-Willie      | Kanada         | 6:08,04 |            |
| 5         | Ashford, Rodford, Page, Howard, Eddie, Winckless, Knowles, Greves, O'Connor (substitutes to be named) | Storbritannien | 6:13,74 |            |
| 6         | Frasca, Pratley, Kehoe, Bale, Kell, Hornsey, Tait, Heard, Patrick                                     | Australien     | 6:14:22 |            |